# Hitachi Rail STS
Die Hitachi Rail STS (ehemals Ansaldo STS) mit Sitz in Neapel ist ein italienisches Technologieunternehmen, das im Bereich des Eisenbahn- und Schienenpersonennahverkehr-Geschäftes als Generalunternehmer und Anbieter von Zugsicherungssystemen auftritt.

## Geschichte
Ansaldo STS wurde 2006 aus den beiden von Ansaldo Trasporti gehaltenen Tochtergesellschaften Ansaldo Signal und Ansaldo Trasporti Sistemi Ferroviari gegründet.
Das Unternehmen wurde 2015 zu 40 %, 2016 zu über 50 % von der Transport-Sparte des Hitachi-Konzerns übernommen. Im Januar 2019 übernahm Hitachi die Mehrheit an Ansaldo STS. Daraufhin wurde Ansaldo STS von der Börse genommen und firmiert seitdem unter Hitachi Rail STS.

## Projekte
Die folgenden Projekte werden oder wurden von Ansaldo STS realisiert: 
Automatische Metrosysteme: 
- Metro Kopenhagen (2002 eröffnet)
- Metropolitana di Brescia (2013 eröffnet)
- Metro Thessaloniki (2025 eröffnet)
- Skyline (Honolulu) (Teileröffnung 2023)
- Linie 5 der Metro Milano (Teileröffnung 2013)
- Streckenverlängerung Piazza Dante - Piazza Garibaldi der Linie 1 der Metro Neapel (Eröffnung 2013)[7]
- Linie C der Metro Rom (Eröffnung 2014)[8]
- Verlängerung der Metro Genua von De Farrari nach Brignole (Ansaldo STS als Generalunternehmer, Eröffnung 2012)[9]
- Linie 6 der Metro Neapel (Ansaldo STS als Generalunternehmer, Eröffnung 2007)
- Linie 2 und 3 der Straßenbahn Florenz (Eröffnung 2016 und 2017)
- Einbau der Stromschienen für die Verlängerung der Linie 1 der Metro Milano (Eröffnung 2017 geplant)
- Linie 2 und eine Zweigstrecke der Linie 4 der Metro Lima[10]

Eisenbahnstrecken:
- Elektrifizierung und Signalisierung der 330 km langen doppelspurigen Bahnstrecke Ipoh–Padang Besar in Malaysia.